# Млекопитающие Волгоградской области (Хищные)
Отряд Хищные (Carnivora) представлен на территории области более чем 10 видами. Самый крупный представитель отряда — евразийский волк. Некоторые виды являются акклиматизированными на территории региона, например — енотовидная собака. Один вид отряда — перевязка — занесён в областную Красную книгу.

## ОтрядХищные(Carnivora)
| Семейство Псовые (Canidae)           |                                                                                 | |
| Род Енотовидные собаки (Nyctereutes) |                                                                                 | |
|                                      | Енотовидная собака, или уссурийский енот, или мангут (Nyctereutes procyonoides) | Впервые акклиматизирована на территории региона в 1946—1947 годах. Заселяет околоводные экосистемы. Обычно активна в тёмное время суток. В питании присутствуют насекомые и мелкие позвоночные. Может жить в одной норе с барсуком. На зиму впадает в спячку прерывающуюся во время оттепелей. Выводок появляется в марте-апреле и включает от 5 до 19 щенков. |
| Род Волки (Canis)                    |                                                                                 | |
|                                      | Евразийский волк (Canis lupus)                                                  | Самый крупный представитель отряда на территории региона. Популяция испытывает жёсткие воздействия со стороны человека в связи с чем волки не образуют крупных стай. Численность регулируется с помощью различных методов истребления, что по мнению некоторых людей является проявлением видовой дискриминации. Размножаются один раз в год принося в среднем 5-6 волчат. |
|                                      | Собака (Canis familiaris)                                                       | Встречаются на территориях и в окрестностях поселений человека образуя, чаще небольшие, стаи. |
|                                      | Шакал, или чекалка (Canis aureus)                                               | |
| Род Лисицы (Vulpes)                  |                                                                                 | |
|                                      | Лисица обыкновенная (Vulpes vulpes)                                             | Широко распространена на территории региона. Активна в различное время суток. В питании присутствуют грызуны, птицы, зайцы и другие мелкие животные. Зимой может поедать падаль. Размножение происходит один раз в год, обычно в апреле. В выводке 4-6 лисят. Самец принимает участие в выкармливании. Популяция испытывает негативное воздействие со стороны человека. |
|                                      | Корсак, или степная лисица (Vulpes corsac)                                      | В регионе встречается в полупустынных восточных и южных, иногда в северо-восточных районах. Питается главным образом мелкими позвоночными иногда включая в рацион растительную пищу. Не нуждается в водоёмах. Активен ночью. Норы с 1-2 выходами. В выводке от 2 до 11 лисят. |
| Семейство Куньи (Mustelidae)         |                                                                                 | |
| Род Куницы (Martes)                  |                                                                                 | |
|                                      | Каменная куница, или белодушка (Martes foina)                                   | Встречается на территории области. |
|                                      | Лесная куница, или куница-желтодушка (Martes martes)                            | Встречается на территории области. |
| Род Ласки и хорьки (Mustela)         |                                                                                 | |
|                                      | Ласка (Mustela nivalis).                                                        | Широко распространена на территории области. Встречается в околоводных экосистемах, на полях, в поселениях человека. В питании предпочитает мелких мышевидных грызунов. В год появляется один выводок из 3-9 детёнышей. |
|                                      | Горностай (Mustela erminea)                                                     | Малочислен. Широко распространён на территории региона. Придерживается берегов водоёмов с зарослями кустарника и тростника. В холодный период могут перемещаться к поселениям человека. Питаются в основном животной пищей иногда включая в рацион ягоды. Для устройства гнёзд используют естественные пустоты, выстилая их травой, перьями и шерстью добычи. Активны ночью. Живут парами. В апреле-мае появляется потомство — от 8 до 18 детёнышей. |
|                                      | Европейская норка (Mustela lutreola)                                            | Встречается в некоторых районах области предпочитая селиться у труднодоступных, слабопроточных водоёмов. Норы простые, неглубокие. Питается беспозвоночными и мелкими позвоночными. Иногда устраивает запасы. Выводок появляется в марте-апреле и состоит из 3-7 детёнышей. |
|                                      | Лесной, или чёрный, хорёк (Mustela putorius)                                    | Встречается в основном в северо-западных районах. В связи с насаждением лесопосадок ареал расширяется. Селится в поймах рек, разреженных лесах, парках, садах. |
|                                      | Степной, или светлый, хорёк (Mustela eversmanii)                                | Встречается во многих районах области. Предпочитает степные и полупустынные экосистемы отдалённые от поселений человека. Под жилище переделывает нору суслика, обыкновенного хомяка или большого тушканчика. Около обжитой норы скапливаются выбросы земли и остатки пищи. Питается животной пищей, в основном грызунами предпочитая сусликов. За лето семья хорьков может добыть 300—400 сусликов. При необходимости может предпринимать длительные перекочёвки. Молодые зверьки, до 18 в помёте, появляются в апреле-мае и начинают выходить из нор в полуторомесячном возрасте. Зимой в плохую погоду хорёк несколько дней может не покидать норы. |
| Род Neogale                          |                                                                                 | |
|                                      | Американская норка (Neogale vison)                                              | Акклиматизирована на территории региона. Встречается на территории Волго-Ахтубинской поймы. |
| Род Перевязки (Vormela)              |                                                                                 | |
|                                      | Перевязка (Vormela peregusna)                                                   | Занесён в Красную книгу Волгоградской области. Крайне редко встречается в Заволжье. Степной житель. Охотится на сусликов, хомячков, тушканчиков. Выводок появляется в марте-4-8 детёнышей. |
| Род Барсуки (Meles)                  |                                                                                 | |
|                                      | Европейский барсук (Meles meles)                                                | |
| Род Выдры (Lutra)                    |                                                                                 | |
|                                      | Речная выдра, или порешня (Lutra lutra)                                         | |
| Семейство Кошачьи (Felidae)          |                                                                                 | |
| Род Кошки (Felis)                    |                                                                                 | |
|                                      | Домашняя кошка (Felis catus)                                                    | Встречаются на территориях и в окрестностях поселений человека. |
|                                      | Степной кот, или пятнистая кошка (Felis lybica)                                 | Возможны редкие встречи в восточных районах. |

## Взаимоотношения с человеком

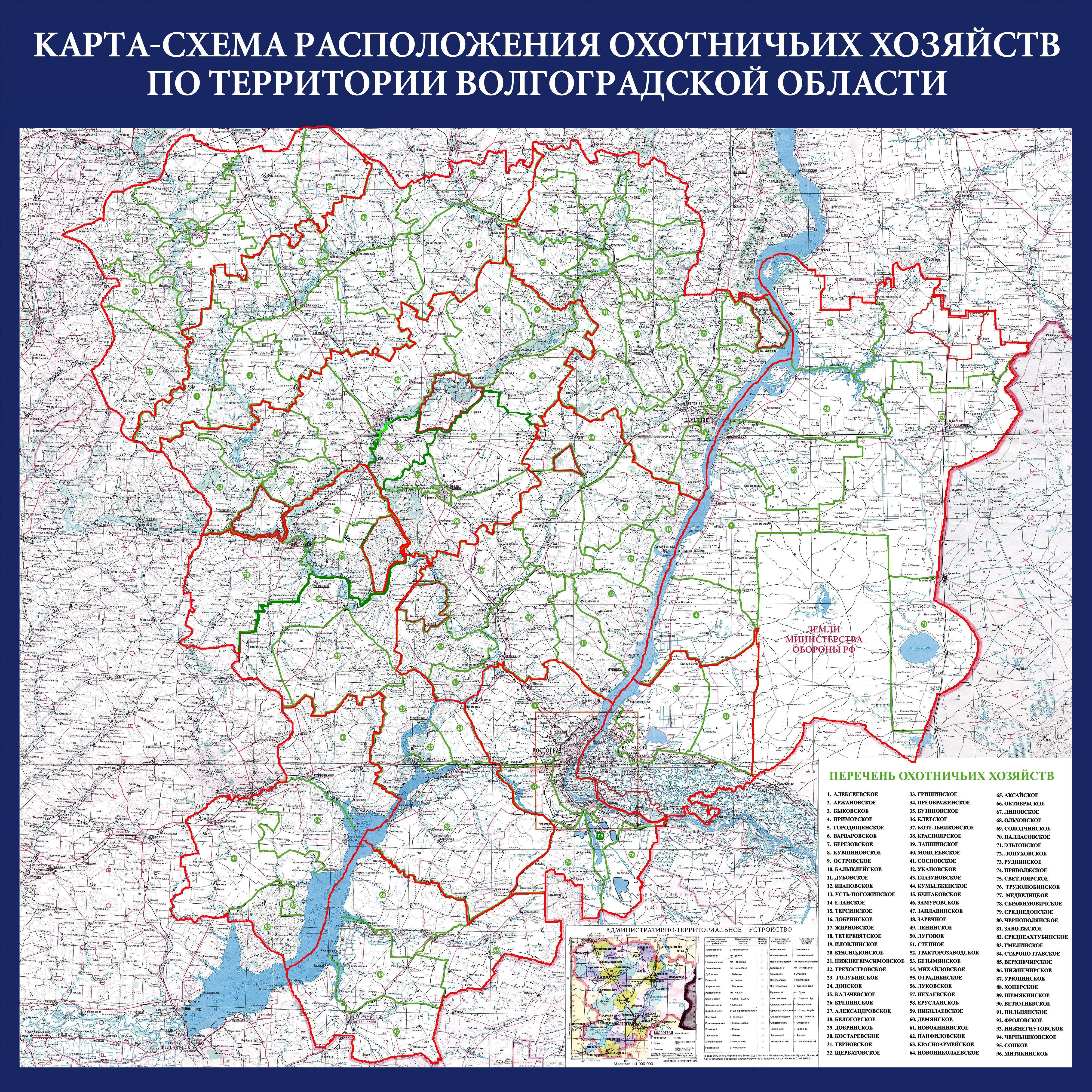
Охотничьи хозяйства занимают значительную часть территории области.

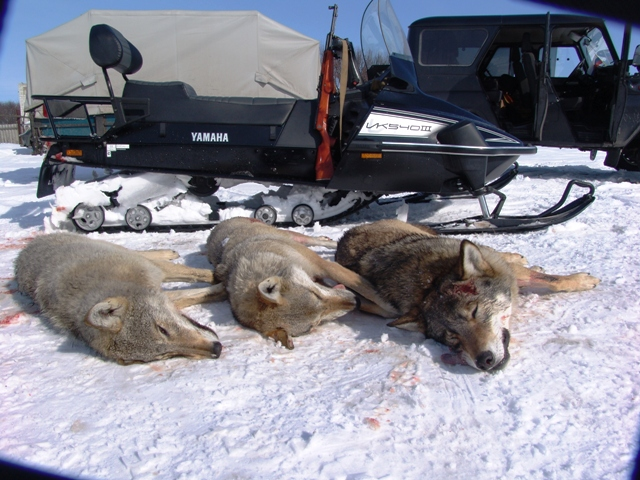
Конкуренты человека.

Площадь ООПТ на территории региона составляет менее 10 % в то время как площадь охотничьих угодий занимает 83 % территории области. Иными словами — большая часть региона является охотничьими угодьями человека (Homo sapiens), на которой хищные (Carnivora) воспринимаются им как конкуренты и добыча.
Регулирование численности популяций происходит в соответствии с приказом от 30 апреля 2010 года № 138 «Об утверждении нормативов допустимого изъятия охотничьих ресурсов и нормативов численности охотничьих ресурсов в охотничьих угодьях».
| Нормы допустимого изъятия и показатели макс. числ. особей | Нормы допустимого изъятия и показатели макс. числ. особей | Нормы допустимого изъятия и показатели макс. числ. особей |
| Название                                                  | Показатель макс. числ. особей на 1000 га угодий           | Норматив допустимого изъятия в процентах                  |
| --------------------------------------------------------- | --------------------------------------------------------- | --------------------------------------------------------- |
| Волк                                                      | до 0,05                                                   | до 95                                                     |
| Шакал                                                     | до 0,1                                                    | до 95                                                     |
| Лисица                                                    | до 1                                                      | до 95                                                     |
| Корсак                                                    | до 1                                                      | до 95                                                     |
| Енотовидная собака                                        | до 1                                                      | до 70                                                     |
| Барсук                                                    | не устанавливается                                        | от 3 до 10                                                |
| Куницы                                                    | не устанавливается                                        | до 35                                                     |
| Ласка                                                     | не устанавливается                                        | до 50                                                     |
| Хори                                                      | не устанавливается                                        | до 50                                                     |
| Горностай                                                 | не устанавливается                                        | до 50                                                     |
| Норки                                                     | не устанавливается                                        | до 50                                                     |
| Выдра                                                     | не устанавливается                                        | от 3 до 5                                                 |

Постановлением Правительства Волгоградской области от 22.05.2012 № 105-п «О мерах по регулированию численности волков на территории Волгоградской области за счёт средств областного бюджета» была утверждена плата за добычу волков на территории региона.
В 2008 году убито 548 волков, в том числе на логовах 97 волчат. Численность на территории области снижена оценочно до 230 особей.
На сайте Комитета охотничьего хозяйства и рыболовства приводятся два варианта численности убитых в 2009 году волков:
1. 364 (192 взрослых волка, 136 волчиц и 36 волчат)[7].
2. 314 особей[8]